# 計算社会科学
計算社会科学（けいさんしゃかいかがく）は社会科学を計算学的方面から扱う学問の一分野である。
AIは社会だけでなく、社会科学の研究方法にも革命をもたらした。AIシミュレーションによって社会の特定のものが変更されたときに何が起こるかを調査することさえ可能である。計算能力により、機械学習や自然言語処理などの分析ツールを介して隠れたパターンを検出できる。 ソーシャルネットワークの視覚化を作成し、機械学習を使用して社会科学のコンテンツとビジネス戦略を分析できる。ソーシャルネットワークと人間のダイナミクスがどのように社会システムと認識可能なパターンを作成するかを発見する。
電子メールやblog，携帯電話のログやバイオセンサによる身体情報などの大規模な行動データ，近年ではソーシャルメディアにおける社会的相互作用などの取得と分析及び，それを元にした定量的な社会科学を行う学問である．この分野には，計量経済学や計量社会学が含まれる．
計算社会科学は，オンライン上の行動ログなど社会的なビッグデータに基づく実証研究と，社会シミュレーションによる理論研究の双方に軸足を置いた学問である．これはすなわち，社会調査と応用情報学の技術との統合的アプローチを取ることを意味する（データサイエンス論）．そのために用いられる主な方法論は(1) 計算モデルとシミュレーション，(2) オンライン相互作用のデジタルトレース (ビッグデータ，ソーシャルデータ)，(3) バーチャルラボ (ウェブを使った大規模行動実験) である．